# Ketten a hadsereg ellen
A Ketten a hadsereg ellen (eredeti cím: Combat Academy) 1986-ban bemutatott amerikai televíziós vígjáték, melyet Neal Israel rendezett. A filmben szerepel az akkor még ismeretlen színésznek számító George Clooney is.
A film 1986. november 23-án jelent meg.

## Cselekmény
Max Mendelsson és Perry Barnett legjobb barátok, egy olyan gimnáziumi tinédzserpár, akik mindig bajt okoznak az iskolában. Miután az első napot nagy mennyiségű romboló csínytevéssel kezdik, a duót felfüggesztik az iskolából. Később még nagyobb bajba keverednek, amikor szándékosan félrevezetnek több építőmunkást, hogy rossz helyen fúrjanak, végül útszéli károkat okoznak, és a rendőrség letartóztatja őket. Csínytevésükért a bíró egy év letöltendő büntetést szab ki a Kirkland Katonai Iskolában, hogy fegyelemre tanítsa őket.
A katonai iskolába érkezve a duó megismerkedik Biff Woods kadét őrnaggyal (George Clooney), Kevin kadét századossal és Andrea Pritchett kadét őrmesterrel, akik folyamatosan büntetik Maxet a rossz magaviseletéért és viselkedéséért. Max elviselhetetlennek találja a katonai iskolában töltött időt, és megfogadja, hogy megtalálja a módját annak, hogy kijusson onnan. Egy hadijáték során Perry megismerkedik egy Mary-Beth nevű kadét társával, akibe beleszeret. Eközben Max ismét egy újabb pusztító csínysorozatot rendez a katonai iskolában, remélve, hogy eltávolíttatja magát az iskolából. Az igazgató és Biff apja, Ed Woods tábornok azonban nem hajlandó kirúgni őket, helyette újabb büntetéseket kapnak. Bár Max még mindig nem mutat megbánást, Perry úgy dönt, hogy rendbe akarja hozni az életét, és megszakítja a barátságát Maxszel.
Max végül elnyeri a többi kadét barátságát azzal, hogy megment egy fuldokló kadétot, és megvédi őt Bifftől, míg Perry bimbózó románcot kezd Mary-Beth-tel. Eközben egy szovjet katonai iskola kadétjai látogatnak Kirklandbe, és a túra részeként egy színlelt háborús játékra hívják ki őket. Az üdvözlő parti során Biff ellop egy zsebórát az egyik szovjet vendégtől. Max észreveszi ezt, és szembesíti Biffet a tette miatt, de a tábornok mindenki szeme láttára elkapja őket. Bár Max megpróbálja magára vállalni a felelősséget, Biff bevallja Woods tábornoknak, hogy ő volt a tolvaj. Bejelenti, hogy bosszúból tette ezt apja miatt, aki mindig dicsérte őt, mint kiváló katonát, de soha nem tekintette fiának. A tábornok ezen elszomorodva felmenti őt a parancsnokság alól a közelgő látszatháborúra. Biff megpróbálja ivásba fojtani bánatát, de Max, aki kibékült Perryvel, úgy dönt, hogy egy másik tervet állít össze, hogy segítsen Biffnek kibékülni az apjával. 
A hadijáték Kevin kapitány vezetésével kezdődik, és mielőtt elindulna, Max átadja neki a szovjet kadétoktól ellopott haditervet. 
A Kirkland kadétokat azonban csapdába csalták, és kezdenek veszíteni, Kevin pedig rájön, hogy Max becsapta őt. Csaláshoz folyamodik (annak ellenére folytatja a harcot, hogy a játékban lelőtték), hogy minden eszközzel győzni tudjon. A többi kadét Max vezetésével egy alvó Biffet hoz a csatába, és megkéri, hogy legyen a vezetője. Biff eleinte vonakodik a háborút vezetni, de Max bátorítja, és a csoportnak sikeresen sikerül elfognia egy csapat szovjet kadétot. Andrea találkozik velük és csatlakozik hozzájuk, majd Maxszel csókolóznak. 
Kevinnek sikerül legyőznie a szovjeteket, akik csalással vádolják őket, és verekedés tör ki. Max közbelép, hogy leállítsa a verekedést, és elmondja mindannyiuknak, hogy ez nem igazi háború, és ez a kölcsönös ellenségeskedés köztük értelmetlen. A két országnak nem kellene ellenségként tekintenie egymásra, és nekik sem kellene. Max tetteivel elnyeri a szovjetek barátságát és tiszteletét, Woods tábornok pedig örül annak, hogy Biff békés véget vetett ennek a látszatháborúnak, és elismeri őt fiának.
A film azzal ér véget, hogy Perry Mary-Beth-tel elmegy a hálaadási ünnepekre; Max azt állítja, hogy megváltoztatta régi szokásait, és megkéri Perryt, hogy égesse el a régi tréfás füzetét tartalmazó dobozt. A doboz azonban valójában tele van tűzijátékkal, ami felrobban, amikor a munkások elégetik az iskola kapuja előtt. Max nevet az utolsó csínytevésén, miközben a kadét társai éljeneznek és tapsolnak neki.

## Szereplők
| Színész           | Szerep                     |
| ----------------- | -------------------------- |
| Keith Gordon      | Maxwell "Max" Mendelsson   |
| Wally Ward        | Percival "Perry" Barnett   |
| George Clooney    | Biff Woods őrnagy          |
| Robert Culp       | Edward "Ed" Woods tábornok |
| Jamie Farr        | Frierick ezredes           |
| Richard Moll      | Idősebb Felix Long ezredes |
| Dana Hill         | Andrea Pritchett őrmester  |
| Tina Caspary      | Mary-Beth                  |
| Sherman Hemsley   | Daley bíró                 |
| Bernie Kopell     | Mr. Mendelsson             |
| John Ratzenberger | Mr. Barnett                |
| Dick Van Patten   | igazgató                   |
| Elya Baskin       | tolmács                    |
| Danny Nucci       | Jai                        |
| David Ranyr       | Winston                    |

## Fordítás
- Ez a szócikk részben vagy egészben  a   Combat Academy című angol Wikipédia-szócikk fordításán alapul.  Az eredeti cikk szerkesztőit annak laptörténete sorolja fel. Ez a jelzés csupán a megfogalmazás eredetét és a szerzői jogokat jelzi, nem szolgál a cikkben szereplő információk forrásmegjelöléseként.